# Saint-Martin-des-Landes
Saint-Martin-des-Landes és un municipi francès situat al departament de l'Orne i a la regió de Normandia. L'any 2007 tenia 193 habitants.

## Demografia

### Població
El 2007 la població de fet de Saint-Martin-des-Landes era de 193 persones. Hi havia 76 famílies de les quals 21 eren unipersonals (17 homes vivint sols i 4 dones vivint soles), 21 parelles sense fills, 30 parelles amb fills i 4 famílies monoparentals amb fills.
La població ha evolucionat segons el següent gràfic:
Habitants censats

### Habitatges
El 2007 hi havia 94 habitatges, 73 eren l'habitatge principal de la família, 14 eren segones residències i 7 estaven desocupats. 93 eren cases i 1 era un apartament. Dels 73 habitatges principals, 62 estaven ocupats pels seus propietaris i 11 estaven llogats i ocupats pels llogaters; 5 tenien dues cambres, 8 en tenien tres, 12 en tenien quatre i 48 en tenien cinc o més. 53 habitatges disposaven pel capbaix d'una plaça de pàrquing. A 40 habitatges hi havia un automòbil i a 27 n'hi havia dos o més.

### Piràmide de població
La piràmide de població per edats i sexe el 2009 era:
| Homes | Edats   | Dones |
| ----- | ------- | ----- |
| 0     | 95 o +  | 0     |
| 0     | 90 a 94 | 0     |
| 0     | 85 a 89 | 0     |
| 0     | 80 a 84 | 4     |
| 4     | 75 a 79 | 4     |
| 4     | 70 a 74 | 8     |
| 8     | 65 a 69 | 4     |
| 4     | 60 a 64 | 8     |
| 0     | 55 a 59 | 0     |
| 8     | 50 a 54 | 4     |
| 0     | 45 a 49 | 0     |
| 8     | 40 a 44 | 16    |
| 12    | 35 a 39 | 4     |
| 4     | 30 a 34 | 8     |
| 4     | 25 a 29 | 0     |
| 0     | 20 a 24 | 0     |
| 12    | 15 a 19 | 8     |
| 4     | 10 a 14 | 8     |
| 0     | 5 a 9   | 20    |
| 8     | 0 a 4   | 4     |

## Economia
El 2007 la població en edat de treballar era de 113 persones, 77 eren actives i 36 eren inactives. De les 77 persones actives 70 estaven ocupades (38 homes i 32 dones) i 7 estaven aturades (4 homes i 3 dones). De les 36 persones inactives 10 estaven jubilades, 18 estaven estudiant i 8 estaven classificades com a «altres inactius».

### Ingressos
El 2009 a Saint-Martin-des-Landes hi havia 78 unitats fiscals que integraven 193,5 persones, la mediana anual d'ingressos fiscals per persona era de 17.545 €.

### Activitats econòmiques
Dels 5 establiments que hi havia el 2007, 1 era d'una empresa extractiva, 2 d'empreses de construcció, 1 d'una empresa de transport i 1 d'una entitat de l'administració pública.
Dels 2 establiments de servei als particulars que hi havia el 2009, 1 era una fusteria i 1 electricista.
L'any 2000 a Saint-Martin-des-Landes hi havia 13 explotacions agrícoles que ocupaven un total de 960 hectàrees.

## Poblacions més properes
El següent diagrama mostra les poblacions més properes.